# Casa Lavezzari
La casa Lavezzari è un edificio residenziale multipiano di Milano, sito nella zona settentrionale della città in piazza Morbegno al civico 3, a poca distanza da piazzale Loreto.
Progettata dagli architetti Pietro Lingeri e Giuseppe Terragni, e costruita dal 1934 al 1935, costituisce un importante esempio di architettura razionalista.

## Storia
Nel 1933, alla morte dell'industriale Pietro Lavezzari, che possedeva una villa a due piani all'angolo fra le vie Nino Oxilia e Luigi Varanini, la figlia Maria, moglie del pittore e decoratore Cristoforo De Amicis, decise di far costruire sul lotto un edificio multipiano ad appartamenti d'affitto.
Venne commissionato all'architetto lariano Pietro Lingeri, per il quale il marito De Amicis già lavorava da decoratore; Lingeri coinvolse il collega Giuseppe Terragni, e l'edificio venne progettato nel 1934 e costruito dal 1934 al 1935, con le decorazioni del De Amicis.
Nel 1939 la famiglia Lavezzari vendette l'edificio ad Antonio Clementi, che nel 1947 la fece sopralzare di un piano.

## Caratteristiche
La casa occupa un lotto cuneiforme fra le vie Oxilia e Varanini, con un fronte molto ridotto che si affaccia su piazza Morbegno.
L'edificio conta sei piani fuori terra nella parte centrale, che si riducono a quattro nei due corpi laterali; il piano terreno ospita negozi, i piani superiori appartamenti d'affitto, di 3, 4 o 5 locali.
Il fabbricato, stante l'area ridotta, ha una disposizione pressoché obbligata, con forma a "V" che racchiude un piccolo cortile interno; tuttavia la definizione architettonica risulta atipica e ispirata alla prassi razionalista di scomposizione in elementi semplici. Pertanto dall'esterno l'edificio appare come se fosse composto da due corpi di fabbrica convergenti, che racchiudono una fenditura centrale da cui emergono i balconi, che appaiono quasi sospesi come nella più nota casa Rustici. La scala è posta al centro dell'edificio e si affaccia sul cortile interno.
Le facciate sono disegnate mediante una continua compenetrazione di piani orizzontali e verticali; in esse si aprono finestre ampie, estese in senso orizzontale.
In origine gli architetti prevedevano di rivestire le pareti esterne con piastre di cemento levigato, sostituite in fase esecutiva da lastre in calcare di Botticino. Queste furono però interessate da forti problemi di corrosione, e negli anni sessanta dovettero essere sostituite perché ammalorate e pericolanti.